# Архиепархия Уагадугу
Архиепархия Уагадугу е римокатолическа епархия в Буркина Фасо, основана през 1955 година.

## Епархийски митрополити
- Филип Уедраого (2009)
- Жан-Мари Унтаани Компаоре (1995–2009)
- Паул Зунграна (1960–1995)
- Емили-Жозеф Соккует (1955–1960)